# Ashanti (Film)
Ashanti ist ein US-amerikanischer Abenteuerfilm aus dem Jahr 1979. Es ist eine Verfilmung des Romans Ebano von Alberto Vázquez-Figueroa.

## Handlung
Anansa und David Linderby arbeiten als Ärzte für die Weltgesundheitsorganisation in einem westafrikanischen Land. Bei einem Badeausflug wird Anansa von Sklavenhändlern entführt, weil sie irrtümlich für eine Frau aus dem Aschanti-Stamm gehalten wird. Die Behörden leugnen den Sklavenhandel und können David bei der Suche nicht helfen. So nimmt dieser mit dem Hubschrauberpiloten Jim Sandell und dem fanatischen Sklavereigegner Brian Walker ihre Spur auf und verfolgt sie durch die Wüste, um zu den Sklavenmärkten und den Hintermännern des Handels, vor allem Prinz Hassan, zu kommen.

## Kritik
Lexikon des internationalen Films: „In prächtigen Landschaften spielender aufwendiger Film, der das Problem des Sklavenhandels als Aufhänger für eine oberflächliche Abenteuerstory benutzt.“
Michael Caine war ebenfalls enttäuscht von dem Projekt und nannte den Film später den schlechtesten seiner Karriere.